# Morvay Gábor (gyártásvezető)
Morvay Gábor  (Budapest, 1954. május 3. –) magyar filmproducer, stúdióvezető, gyártásvezető

## Életpályája
Fényképész szakmai végzettséggel került 1972-ben a Magyar Filmlaboratórium Vállalathoz. Hat évet töltött a Laborban, majd 1976-ban a Pannónia Filmstúdió munkatársa lett. Közben az OPAFKI felsőfokú vizsgát tett. 1978-tól kezdett gyártással foglalkozni. Húsz éven át dolgozott együtt Ternovszky Bélával, Nepp Józseffel, Gémes Józseffel. 2000-ben megvált a Pannóniafilm Kft.-től és saját stúdiót alakított Studio Ex-Ist Kft. néven. Számtalan külföldi megrendelés – ezek közül kiemelkedik a Kirikou és a boszorkány – mellett folyamatosan együtt dolgozik a magyar animációs stúdiókkal. A Mézga család, illetve a Macskamesék sorozat két-két új epizódját is elkészítették.

## Filmjei
- Mézga család és az ámítógép (1-2.) (2005) producerként
- Macskamesék (1-2.) (2001) producerként
- A hétfejű tündér (1999)
- Vacak, az erdő hőse (1997)
- The Story Keepers (1995)
- Áron és a csodák könyve (1995)
- Félix, a macska (1988)
- Macskafogó (1986)
- Pumukli (1982)